# Рависканина
Рависканина (итал. Raviscanina) — коммуна в Италии, располагается в регионе Кампания, в провинции Казерта.
Население составляет 1352 человека (2008 г.), плотность населения составляет 55 чел./км². Занимает площадь 24 км². Почтовый индекс — 81010. Телефонный код — 0823.
Покровителем коммуны почитается святой архангел Михаил, празднование 29 сентября.

## Демография
Динамика населения:

## Администрация коммуны
- Официальный сайт: http://www.comune.raviscanina.ce.it